# Storm (band)
 For alternative betydninger, se Storm (flertydig). (Se også artikler, som begynder med Storm)
Storm var en norsk folkemetalgruppe dannet i 1993 i Oslo af Fenriz (Gylve Nagell) fra Darkthrone og Satyr (Sigurd Wongraven) fra Satyricon. Senere tilsluttede sangerinden Kari Rueslåtten sig. Gruppen nåede, mens den eksisterede, at udgive en ep med 2 numre kaldet Northland samt et fuldlængdealbum ved navn Nordavind.

## Medlemmer
- Herr Nagell (Fenriz) – Trommer, sang
- Kari Rueslåtten – Sang
- Satyr (Sigurd Wongraven) – Guitar, bas, synthesizer, sang

## Nordavind
Gruppens eneste fuldlængdeudgivelse Nordavind, der blev udgivet i 1995, omfattede en række metalversioner af traditionelle norske folkesange men desuden også tekster af gruppen selv. Således meldte Kari Rueslåtten efter albummets udgivelse til det norske musikmagasin Puls, at hun på forhånd havde sikret sig, at der ikke ville være ekstreme tekster på albummet, og at hun følte sig forrådt af gruppens øvrige medlemmer, da sangen "Oppi Fjellet" netop indeholder sådanne.
Albummet indeholder 10 sange og varer i alt 33 minutter og 15 sekunder.

### Numre
1. "Innferd" – 01:35
2. "Mellom Bakkar Og Berg" – 02:43
3. "Håvard Hedde" – 03:19
4. "Villemann" – 02:14
5. "Nagellstev" – 01:03
6. "Oppi Fjellet" – 04:02
7. "Langt Borti Lia" – 07:15
8. "Lokk" – 00:53
9. "Noregsgard" – 08:13
10. "Utferd" – 01:58